# Sesto senso (serie televisiva)

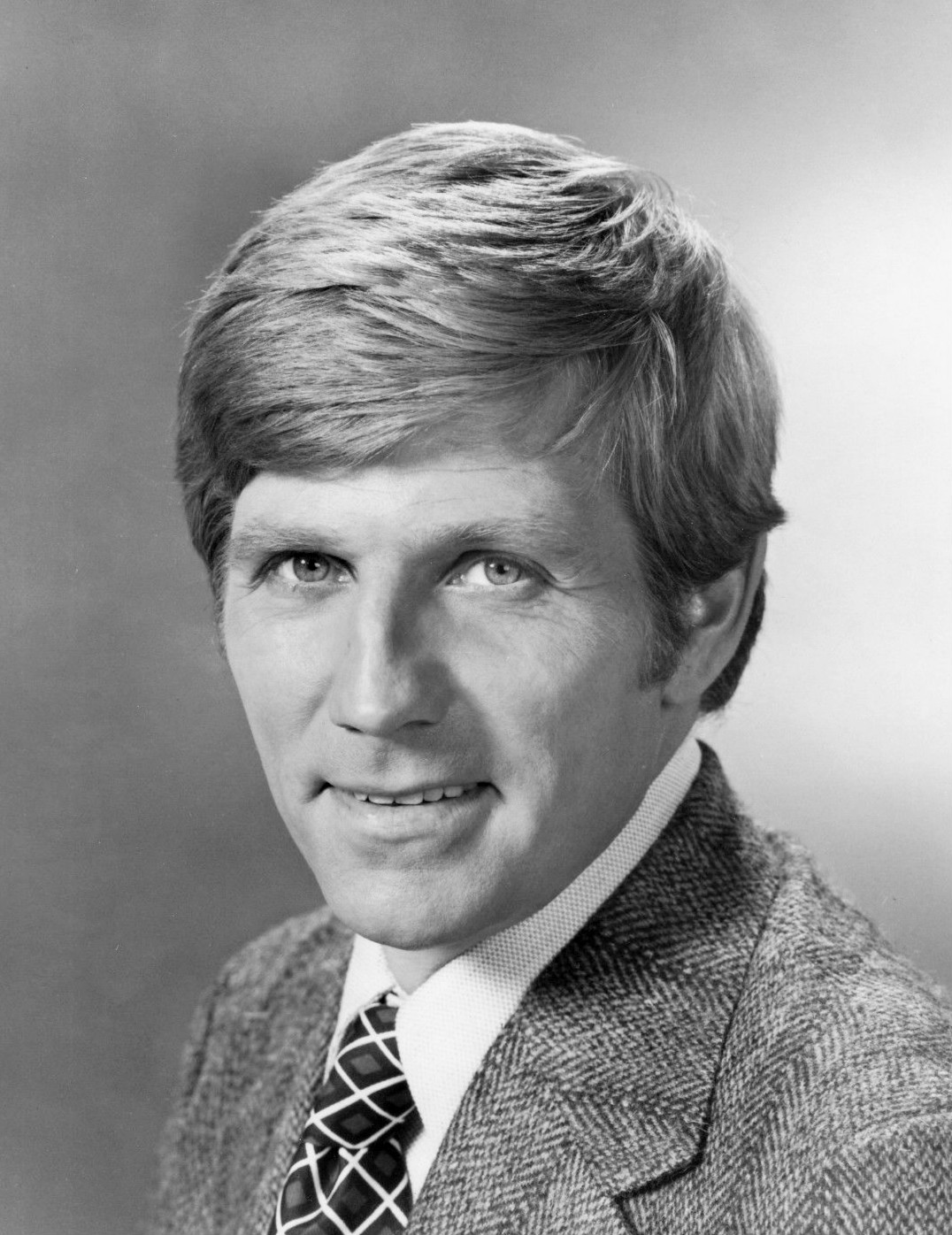
Gary Collins in una foto pubblicitaria della serie.

Sesto senso (The Sixth Sense) è una serie televisiva statunitense in 26 episodi trasmessi per la prima volta nel corso di 2 stagioni nel 1972.
Basata sul film televisivo del 1971 Dolce, dolce Rachel, la serie fu trasmessa dalla ABC da gennaio a dicembre del 1972. È una serie dei generi giallo e thriller incentrata sui casi affrontati dal dottor Michael Rhodes, professore di parapsicologia che, insieme alla sua assistente Nancy Murphy (Catherine Ferrar), tenta di risolvere misteri soprannaturali.

## Personaggi e interpreti
- Dottor Michael Rhodes (26 episodi, 1972), interpretato da Gary Collins.
- Nancy Murphy (5 episodi, 1972), interpretata da Catherine Ferrar.
- Tenente Woods (3 episodi, 1972), interpretato da Percy Rodrigues.
- Jean Ames (2 episodi, 1972), interpretato da Stefanie Powers.
- Rev. Jordan (2 episodi, 1972), interpretato da Will Geer.
- Lisa Wolf (2 episodi, 1972), interpretata da Mary Ann Mobley.
- Dottor Harry Auden (2 episodi, 1972), interpretato da John Saxon.
- Detective Woods (2 episodi, 1972), interpretato da Rudy Solari.
- Annette Gordon (2 episodi, 1972), interpretata da Tisha Sterling.

## Produzione
La serie, ideata da Anthony Lawrence, fu prodotta da Universal TV e girata negli studios della Universal a Universal City in California. Le musiche furono composte da David Shire e Billy Goldenberg. Tra le guest star: Sandra Dee, William Shatner, Lee Majors, Cloris Leachman, Joan Crawford, Patty Duke, e Jane Wyman.
Nonostante le valutazioni mediocri, Sesto senso negli Stati Uniti fu rinnovata per una seconda stagione soprattutto per la presenza delle guest star. Tuttavia, le valutazioni continuarono a scendere e la ABC cancellò la serie il 14 novembre 1972. La ABC mandò poi in onda gli episodi rimanenti a dicembre del 1972. Nelle successive trasmissioni in syndication, la serie fu leggermente modificata e inclusa nella serie televisiva antologica Mistero in galleria, presentata da Rod Serling.

### Registi
Tra i registi della serie sono accreditati:
- Robert Day in 3 episodi (1972)
- Alf Kjellin in 3 episodi (1972)
- John Newland in 3 episodi (1972)
- Sutton Roley in 3 episodi (1972)
- John Badham in 2 episodi (1972)
- Allen Baron in 2 episodi (1972)
- Alan Crosland Jr.

### Sceneggiatori
Tra gli sceneggiatori della serie sono accreditati:
- Anthony Lawrence in 25 episodi (1972)
- Don Ingalls in 8 episodi (1972)
- John W. Bloch in 2 episodi (1972)
- Ed Waters in 2 episodi (1972)
- Robert Specht

## Distribuzione
La serie fu trasmessa negli Stati Uniti dal 15 gennaio 1972 al 23 dicembre 1972 sulla rete televisiva ABC. In Italia è stata trasmessa con il titolo Sesto senso.
Alcune delle uscite internazionali sono state:
- negli Stati Uniti il 15 gennaio 1972 (The Sixth Sense)
- in Francia nel 1974 (Le Sixième Sens)
- in Italia (Sesto senso)

## Episodi
| Stagione         | Episodi | Prima TV USA | Prima TV Italia |
| ---------------- | ------- | ------------ | --------------- |
| Prima stagione   | 13      | 1972         |                 |
| Seconda stagione | 12      | 1972         |                 |